# Pfarrkirche Heiligenkreuz (Micheldorf in Oberösterreich)

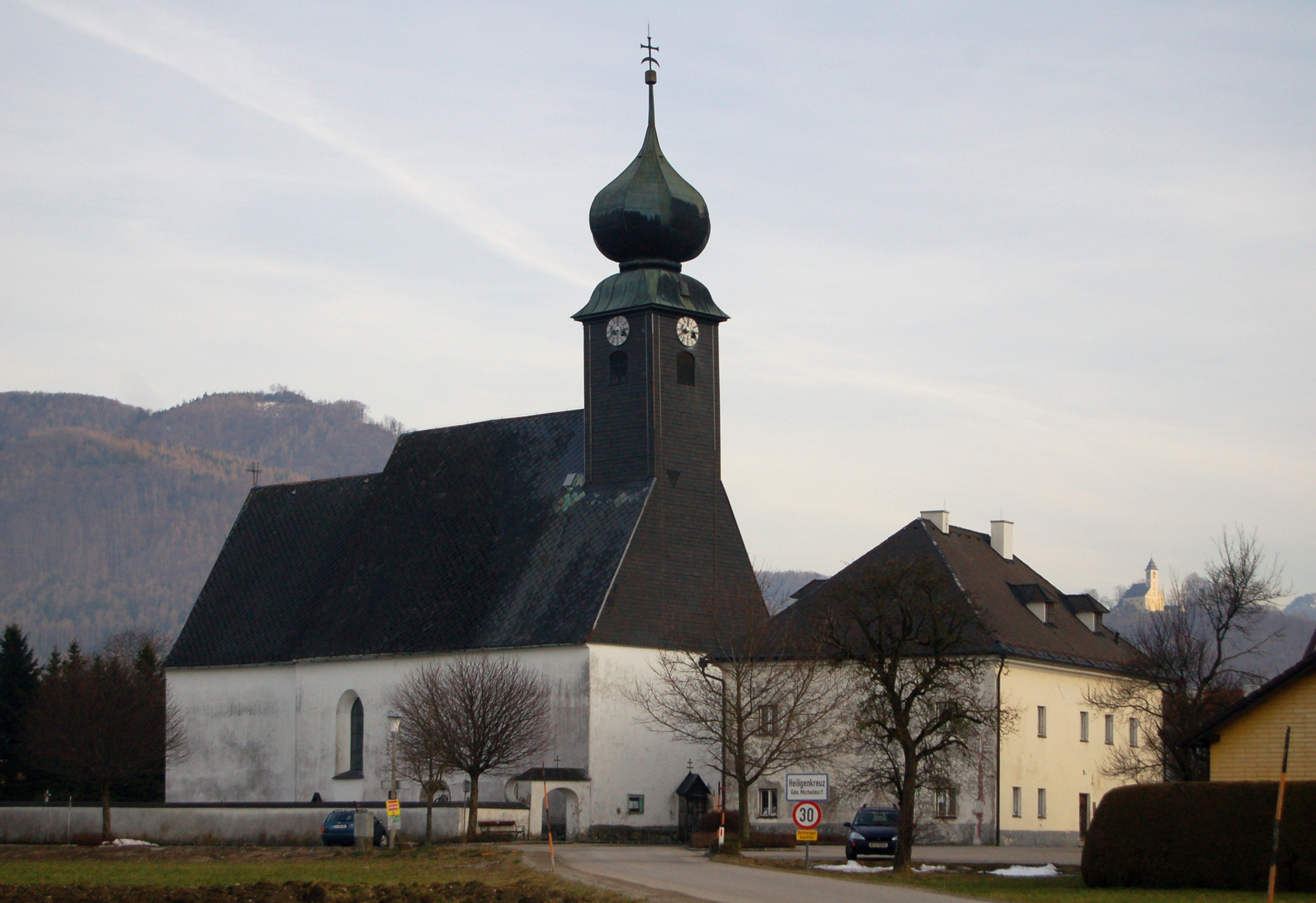
Katholische Pfarrkirche zur Kreuzerhöhung in Heiligenkreuz

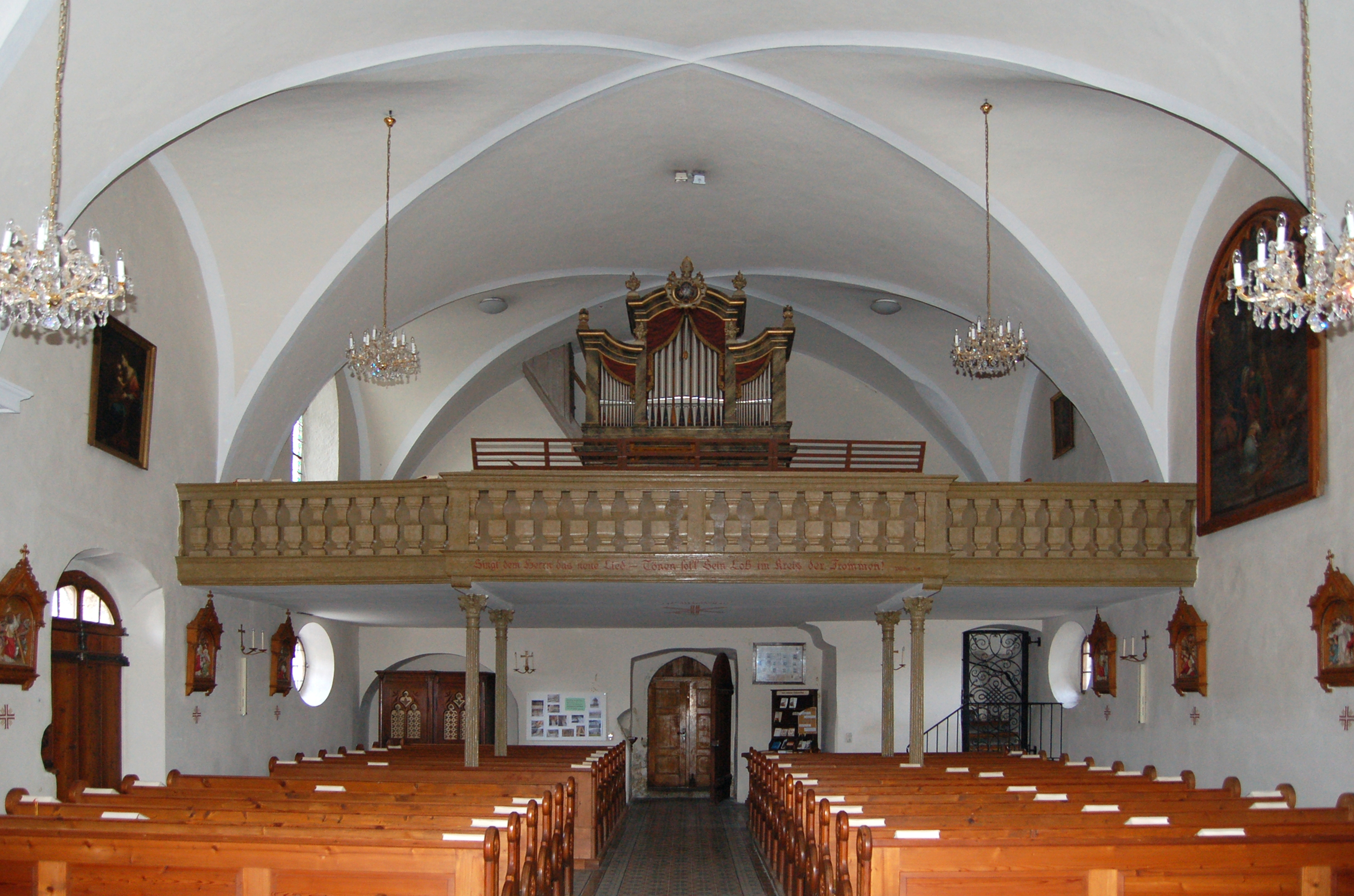
Innenansicht gegen die Orgel

Die römisch-katholische Pfarrkirche Heiligenkreuz steht in der Ortschaft Heiligenkreuz in der Gemeinde Micheldorf in Oberösterreich im Bezirk Kirchdorf in Oberösterreich. Sie ist dem Fest Kreuzerhöhung geweiht und gehört zum Dekanat Windischgarsten in der Diözese Linz. Das Bauwerk steht unter Denkmalschutz.

## Geschichte
Die Kirche wurde 1534 geweiht. Die Pfarre Heiligenkreuz entstand im Jahr 1784 durch Herauslösung aus dem Pfarrgebiet von Kirchdorf.

## Kirchenbau
Kirchenäußeres
Die Kirche ist ein kleiner spätgotischer Bau. An der Westseite ist ein Dachreiter mit Zwiebelhelm. Das West-, Nord- und Südportal sind gotisch, wobei das Nord- und das Südportal vermauert sind. Das Nordportal wurde jedoch 1954 freigelegt.
Kircheninneres
Das einschiffige Langhaus ist dreijochig. Darüber ist ein Stichkappengewölbe. Ein gotischer Triumphbogen trennt das Langschiff vom eingezogenen Chor mit 5/8-Schluss. In der Nordwestecke des Langhauses sind Fragmente eines gotischen Runddienstes erhalten. Das Deckenfresko im Chor schuf Fritz Fröhlich im Jahr 1954.

## Ausstattung
Die Ausstattung ist neugotisch. Am Friedhof stehen einige schmiedeeiserne Kreuze aus dem 18. und 19. Jahrhundert. Die Orgel stammt von Simon Hölzl aus 1853 und wurde 1905/06 von Leopold Breinbauer umgebaut.